# Beldari
Beldari (en népalais : बेल्दारी) est un comité de développement villageois du Népal situé dans le district de Bara. Au recensement de 2011, il comptait 4 997 habitants.